# هاماماتسو هيجاشيميكاوا فينيكس
هاماماتسو هيجاشيميكاوا فينيكس هو فريق كرة سلة ياباني تأسس في 1965 يقع في شيزوكا. يلعب في دوري بي جاي.

## وصلات خارجية
- الموقع الإلكتروني